# کانوت بزرگ
کانوت ملقب به کانوت بزرگ (انگلیسی: Canute the Great، دانمارکی: Knut، یا Knud, den Store، نروژی: Knut den Mektige) (۹۹۵ میلادی - ۱۰۳۵ میلادی) پادشاه انگلستان از سال ۱۰۱۶ میلادی، دانمارک از سال ۱۰۱۹ میلادی و نروژ از سال ۱۰۲۸ میلادی تا هنگام مرگش در سال ۱۰۳۵ میلادی بود.

## زندگی‌نامه
کانوت پسر کوچک اسون ریش‌چنگالی، پادشاه دانمارک بود.
ادامه حملات غارت گرانه و مخرب دانمارکی‌ها به انگلستان موجب شد اتلرد دوم، پادشاه این کشور ۱۳ نوامبر سال ۱۰۰۲ میلادی دستور به قتل‌عام تمامی دانمارکی‌های در دسترس بدهد. نقل‌هایی از کشته شدن خواهر اسون در این کشتار آمده‌است. سال بعد جنگ بین دو پادشاه شعله‌ور شد و دانمارکی‌ها شهرهای انگلستان را به آتش کشیدند. این جنگ تا هنگام مرگ هر دو پادشاه به طول انجامید. کانوت در این لشکرکشی به انگلستان پدر را همراهی نمود.

### پادشاهی
دانمارکی‌ها سال ۱۰۱۷ میلادی آخرین عناصر خاندان وسکس را از انگلستان بیرون رانند تا با سلطه مجدد، این بار کانوت بزرگ به پادشاهی انگلستان برسد. دو سال بعد با مرگ برادرش هارالد دوم، کانوت صاحب تاج و تخت دانمارک نیز شد و مدتی بعد نروژ را هم مال خود کرد.
کانوت سال‌های پایانی عمر خود را در انگلستان سپری کرد و تحت نفوذ عوامل مذهبی انگلیسی با وجود تباری پاگان، احتمالاً به مسیحیت کاتولیک گروید و مبلغان دینی را عازم سرزمین‌های خود در اسکاندیناوی نمود. کانوت هماهنگی کاملی با رعایای خود در انگلستان نشان می‌داد به شکلی که در پایبندی به رسم گذشتگان آنگلو-ساکسون، سال ۱۰۲۷ میلادی سفری زیارتی به رم «برای رستگاری روح او و نجات مردمش» به انجام رساند. در این سفر در مراسم تاج گذاری کنراد دوم، پادشاه آلمان و ایتالیا شرکت نمود و با پادشاه بورگوندی دیدار کرد. پس از اتمام سفر برای سر و سامان دادن به متصرفات خود در شرق، به اسکاندیناوی بازگشت. با مرگ کانوت، فرمانروایی متحدی که او با زور شکل داده و حفظ کرده بود، از هم پاشید.